# 王鈍
王 鈍（おう どん、生没年不詳）は、元末明初の官僚。字は士魯。本貫は開封府太康県。

## 生涯
元のとき、進士に及第した。元末に猗氏県尹となった。洪武年間、南京に召し出されて礼部主事に任じられた。福建参政として出向し、清廉謹慎で知られた。麓川の思倫発を説得する使者として派遣されたが、その贈物を受け取ろうとしなかった。ある人が「受け取らなければ遠人の疑惑を招く恐れがあります」と忠告したため、王鈍は贈物を受け取った。雲南まで帰ると、贈物を官庫に運び入れた。洪武23年（1390年）、浙江左布政使に転じた。浙江にあること10年、その名は張紞と並び称された。
洪武31年（1398年）12月、王鈍は建文帝に召し出されて戸部尚書となった。建文4年（1402年）6月、燕王朱棣が南京に入ると、王鈍は城壁を越えて逃走したが、巡邏の兵に捕らえられた。朱棣の命により戸部尚書の官にとどめられた。7月、張紞とともに罷免された。ほどなく工部尚書厳震直らとともに山西・河南・陝西・山東を分巡し、さらに新昌伯唐雲とともに北平の屯田を経理するよう命じられた。永楽元年（1403年）6月、三事を上疏して、いずれも永楽帝（朱棣）に聞き入れられた。永楽2年（1404年）4月、浙江左布政使として致仕した。帰郷し、鬱々として死去した。著書に『野荘集』6巻があった。
子に王瀹があった。